# Notruf (Fernsehserie)
Notruf ist eine von 1992 bis 2006 ausgestrahlte deutsche Reality-Show-Serie des privaten Fernsehsenders RTL, die sich mit Hilfsorganisationen in der Rettungsaktion beschäftigte und von Hans Meiser moderiert wurde. Die Produktion übernahm Endemol. Die Idee zur Sendung stammt von Rudi Carrell.

## Inhalt
Jede Woche wurden vier neue Geschichten präsentiert, die sich tatsächlich ereignet hatten (Autounfälle, Verbrennungen, Amputationsverletzungen etc.). Die Unfälle wurden mit den Beteiligten an den Originalschauplätzen nachgespielt. Notruf enthielt auch Kommentare der an der Rettungsaktion Beteiligten. Außerdem schauten der Moderator und sein Kamerateam oft der Feuerwehr, dem Technischen Hilfswerk (THW), der Deutschen Rettungsflugwacht (heute DRF Luftrettung), den Rettungsfliegern der Air Zermatt und anderen Rettern auf die Finger. Oft wurde bei Notruf auch vor alltäglichen Gefahren, Unaufmerksamkeit und Leichtsinn gewarnt, z. B. dass Alkohol und Medikamente am Steuer nichts zu suchen haben, wie man sich im Brandfall richtig verhält und dass beim Trikefahren Helmpflicht besteht.
„Nicht wegschauen, sondern helfen“ oder „Jeder kann helfen“ war das Motto der Sendung. Die Moderation erfolgte von den verschiedensten Orten aus, wie Rettungsleitstellen und Lagerhallen, aber auch an der Autobahn, aus den Bergen und unter Tage. 
Notruf wurde vom 6. Februar 1992 bis 27. August 2006 in regelmäßigen Abständen ausgestrahlt. Vom 4. Juli 2021 bis 30. Dezember 2022 wurden erstmals Folgen aus den Jahren 2002–2006 auf RTLup (ehemals RTLplus) wiederholt. Als Hans Meiser Ende Oktober 2023 77-jährig verstarb, wurden ihm zu Ehren erneut Notruf-Folgen von 2002 gezeigt, allerdings nur solche, die bereits im Juli 2021 auf RTLup gelaufen waren. 
In den letzten Jahren konnte man in der Sendung 1000 €, manchmal auch 2000 € gewinnen, wenn man eine von Meiser gestellte Frage richtig beantwortete. Die Gewinnspielfragen waren meistens zum Thema Medizin und Verkehr. 
Die Absetzung von Notruf begründete Hans Meiser in einem Interview von 2006 damit, dass die Einschaltquoten in den letzten zwei Jahren zurückgegangen seien und das Budget immer weiter herabgesetzt wurde.
Wegen des Erfolges von Notruf produzierte Meisers Unternehmen creatv im Jahre 1998 den Ableger Notruf täglich, der werktags ausgestrahlt wurde.
Unter dem Titel Helfen Sie mir! wurde das Sendungsformat auf RTL im August 2009 kurzzeitig wiederbelebt, jedoch nach nur zehn Folgen wieder eingestellt.

## Kritik
Vielfach geriet die Sendung wie ähnliche Formate in Kritik, zum einen weil Rettungsdienste und Polizei beansprucht wurden, um kommerziellen Zwecken zu dienen, zum anderen weil die Darstellung der Verletzungen oft drastisch ausfiel und als geeignet erschien, junge Fernsehzuschauer zu ängstigen.

## Trivia
- Vorbild für Notruf war die US-amerikanische Sendung Rescue 911 (1989–1996). Am Anfang wurden neben den eigenproduzierten Beiträgen auch auf Deutsch synchronisierte Beiträge aus der US-Serie ausgestrahlt. In Großbritannien hieß das Sendungsformat 999 und wurde von 1992 bis 2003 auf BBC One ausgestrahlt. In Ungarn hieß das Format Életveszélyben und wurde von Mai 1998 bis August 1999 auf RTL Klub ausgestrahlt. In Polen läuft das Format seit 2016 als Na ratunek 112.

- 1992 versuchte der Fernsehsender Sat.1 mit Retter ebenfalls eine Reality-Show-Serie, die sich mit Hilfsorganisationen in der Rettungsaktion beschäftigte, in das Rennen um die Zuschauerquoten zu schicken. Anders als bei Notruf wurden die Fälle nicht für das Fernsehen nachgestellt, sondern man filmte direkt vom Unfall bzw. Unglücksort aus. Die Sendung, die von Sat.1-Chefreporter Christoph Scheule moderiert wurde, konnte nicht an den Erfolg von Notruf anknüpfen und wurde 1994 wieder aus dem Programm genommen.

- 2024 kündigte Sat.1 ein Reboot von Notruf an, das seit 22. April 2024 werktags ausgestrahlt und von Bärbel Schäfer moderiert wird.[4] Im Gegensatz zur Originalserie werden die Fälle nicht von den Protagonisten nachgestellt, sondern von Schauspielern.

## Franchise
Zur Sendung wurden diverse Fanartikel vermarktet, wie ein Erste-Hilfe-Buch, Modellfahrzeuge von Herpa, eine CD mit der Musik zur TV-Serie und eine Videokassette mit den „spektakulärsten und unglaublichsten Fällen“. Ab Oktober 2000 erschien monatlich die Zeitschrift Notruf – Spektakuläre Fälle & mutige Retter.

## Neuauflage
Seit dem 22. April 2024 wird auf Sat.1 eine Neuauflage mit Bärbel Schäfer ausgestrahlt.